# Karl Sonklar

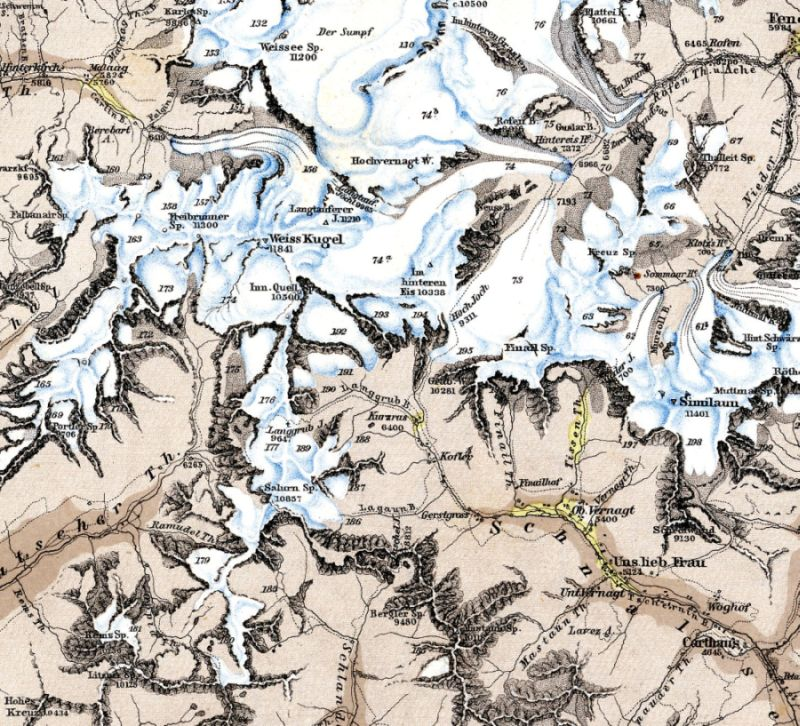
Karta över Ötztalerglaciären av Sonklar (1860)

Karl Sonklar, Edler von Innstädten, född 12 december 1816 i Weisskirchen, Ungern, död 10 januari 1885 i Innsbruck, var en österrikisk militär och geograf.
Sonklar blev 1839 löjtnant och var 1848-57 lärare för ärkehertig Ludwig Viktor av Österrike. Åren 1857-72 var han lärare i geografi vid militärakademien i Wiener Neustadt och tog 1873 avsked som generalmajor.
Han företog forskningsresor i Alperna, vilkas orografi han i hög grad bidrog till att klarlägga. Förutom specialarbeten över flera alpina bergsgrupper utgav han bland annat Allgemeine Orographie (1873), hans huvudarbete, Anleitung zu wissenschaftlichen Beobachtungen auf Alpenreisen (1879) och Die Gebirgsgruppen der Hohen Tatra (1866).